# Fehérkőlápai turistaház
A Fehérkőlápai turistaház a Bükk hegységben Lillafüred közelében lévő turistaház.

## Elhelyezkedése
A Bagoly-hegyen, a tengerszint felett 586 méterrel épült. Környező települések: Bükkszentkereszt, Bükkszentlászló, Diósgyőr, Lillafüred. 500 méterre van a „Fehér kő” sziklaorom, melyről Lillafüred panorámája csodálható meg. A 2015-ben átadott lillafüredi libegő felső állomásától egy kilométernyire helyezkedik el. Aszfaltút nem épült, gyalogosan, illetve Bükkszentkeresztről földúton közelíthető meg.

## Története
Fehér-kő Lillafüred régóta ismert kilátópontja. A „lápa” a domb lejtőirányú esésének oldalát jelenti, melyet meg kell mászni a feljutáshoz. Feltehetően a domb „lába” szóból alakult ki a lápa elnevezés. A fehérkőlápai turistaház 1937-ben épült. A II. világháború után a Turistaellátó Vállalat üzemeltette 1975-ös megszűnéséig. Ezután a Diósgyőri VTK sportegyesület kulcsosházaként működött. 2000-ben családi vállalkozásként nyitott meg újra. Kenyérsütő kemencét építettek mellé, aktívan részt vesznek a sportélet szervezésében,  és bekapcsolódtak a lovas turizmusba. 2021-től 11 új fürdőszobás szobával várja a vendégeket. A kerékpáros turizmust is aktívan támogatják. 2022-ben közönségszavazatok alapján elnyerte az év turistaháza elismerést az Aktív Magyarország portál szavazásán.

## Kialakítása
Alsó szintjén társalgó és étterem, felső szintjén 11 komfortos szoba  található. 
A turistaházat a tőle 120 méterre lévő Szent István forrás látja el vízzel, melyet a Bányabükki  m. kir. erdőhivatal épített ki. A forrás címerét 2020-ban kicserélték a régi Magyar királyi feliratot és a Magyar Koronát helyreállítva. A régi levésett tábla a turistaház udvarán van kiállítva. Az épület előtt padokon lehet megpihenni.

## Külső hivatkozások
- Erdőkerülő Lillafüredről Lillafüredre B.A.Z. megyei Természetjáró Szövetség kiadványa – 2014 december
- Turista Magazin / Gulyás Attila Lillafüred látványosságaihoz sosincs túl rossz idő 2019 jan.
- Turista Magazin: Pazar panorámák a lillafüredi sziklakilátókról 2019 ápr.
- Hello Miskolc:  Ahonnan a leggyönyörűbb a kilátás a Bükkre – túratippek családoknak 2015
- Hámori Szikla- és Jégmászó Sportegyesület : Fehér-kő
- Geocaching.hu Bükki források 7. Fehérkőlápai források
- Magyar Természetbarát Szövetség:  Fehérkőlápa régi képeslapokon